# Zaim Šarac
Zaim Šarac (1892 Stolac, Bosna a Hercegovina – 27. dubna 1965 Sarajevo, Socialistická federativní republika Jugoslávie) byl bosenskohercegovský soudce a právník a jugoslávský politik bosňáckého původu.

## Život
V Mostaru navštěvoval Vyšší gymnázium, v Záhřebu promoval na právnické fakultě. V chorvatské metropoli získal i titul doktora práv. Již za první světové války byl orientován jihoslovansky, roku 1918 se účastnil vzpory rakousko-uherských vojáků v Pule.
V meziválečné době působil jako soudce a později advokát. Dlouhodobě se věnoval činnosti v muslimském podpůrném spolku Gajret (Úsilí). Od roku 1936 byl jeho místopředsedou. Po německé invazi do Jugoslávie v dubnu 1941 se nejprve stáhl do ústraní, od léta byl aktivní v komunistickém partyzánském hnutí. Byl aktivním spolupracovníkem partyzánského velitele v Sarajevu Vladimira Periće zvaného Valter. V dubnu 1945 byl zvolen delegátem v Zemské antifašistické radě národního osvobození Bosny a Hercegoviny (ZAVNOBiH), resp. poslancem prvního poválečného parlamentu. Po skončení konfliktu zastával vícero politických funkci, mj. byl místopředsedou první bosenskohercegovské vlády, svazovým ministrem obchodu a zásobování, nato i šéfem rezortu poštu a opakovaně též poslancem svazového parlamentu.
V letech 1945–1946 vedl muslimský spolek Preporod (Obrození), který nahradil dřívější podpůrná sdružení Gajret a Narodna uzdanica (Lidová opora).
Šarac se oženil s Jelkou Rendeli, s níž přivedl na svět syna Nedima (1926–2008), povoláním historika a politika.